# Campeonato Mundial de Ajedrez 1987
El Campeonato Mundial de Ajedrez 1987 fue un encuentro entre el retador Anatoli Kárpov de la Unión Soviética y su compatriota y flamante campeón defensor Garri Kaspárov. El match se jugó en Sevilla, España. El primer juego empezó el 12 de octubre de 1987. La última partida se jugó el 19 de diciembre de 1987 y finalizó con victoria de Kaspárov, lo que le permitió empatar 12-12, manteniendo su condición de campeón.

## Antecedentes
Tras haberse proclamado campeón del mundo Kaspárov comenzó a comportarse como tal. Ganaba casi todo lo que jugaba, pero también empezaron a enfriarse sus relaciones con la FIDE. Consideraba que esta no era capaz de velar por los intereses de los grandes maestros, ni de organizar los mundiales con premios adecuados, por lo que creó la Asociación de Grandes Maestros (AGM). Por su parte, Kárpov había ganado el Torneo de candidatos y volvía a enfrentarse a Kaspárov por el campeonato del mundo, esta vez en Sevilla. 
Este mundial coincidió con la explosión de una nueva generación de ajedrecistas españoles que estaban llamados a codearse con la élite del ajedrez mundial, los Illescas, Romero, Izeta, De la Villa, Magem, Comas, San Segundo, Ilundáin, etc.; y despertó un interés inusitado en España, en donde, a partir de entonces, se multiplicaron los torneos, hasta convertirse en la actualidad en el país del mundo que más torneos internacionales organiza, tanto magistrales como abiertos. Esta circunstancia ha propiciado que en España se radiquen buena parte de los mejores jugadores de ajedrez de todo el mundo, y que todos los grandes ajedrecistas hablen, con bastante fluidez, el idioma español.

## Match
El match se jugó al mejor de 24 partidas. Las victorias contaban 1 punto, los empates ½ punto, y las derrotas 0, y acabaría cuando un jugador alcanzara 12½ puntos o consiguiera ganar 6 partidas. Si el match acabara en un empate 12 a 12, el campeón defensor (Kaspárov) retendría el título.
| Jugador        | 1 | 2 | 3 | 4 | 5 | 6 | 7 | 8 | 9 | 10 | 11 | 12 | 13 | 14 | 15 | 16 | 17 | 18 | 19 | 20 | 21 | 22 | 23 | 24 | Total (Vic) |
| -------------- | - | - | - | - | - | - | - | - | - | -- | -- | -- | -- | -- | -- | -- | -- | -- | -- | -- | -- | -- | -- | -- | ----------- |
| Garri Kaspárov | ½ | 0 | ½ | 1 | 0 | ½ | ½ | 1 | ½ | ½  | 1  | ½  | ½  | ½  | ½  | 0  | ½  | ½  | ½  | ½  | ½  | ½  | 0  | 1  | 12 (4)      |
| Anatoli Kárpov | ½ | 1 | ½ | 0 | 1 | ½ | ½ | 0 | ½ | ½  | 0  | ½  | ½  | ½  | ½  | 1  | ½  | ½  | ½  | ½  | ½  | ½  | 1  | 0  | 12 (4)      |

El mundial comenzó el 10 de octubre de 1987 en el teatro Lope de Vega, en medio de una gran expectación. En buena medida la rivalidad se había transformado en odio mutuo. Esta vez el favorito era Kaspárov, pero el divismo que había comenzado a demostrar le había granjeado muchas antipatías y muchos querían que Kárpov volviera a ser campeón del mundo. También se jugaba al mejor de 24 partidas, y quien consiguiese antes seis victorias se proclamaría campeón del mundo.

### Primeras partidas
La primera partida terminó en tablas. En la segunda partida Kárpov introdujo un sacrificio en la jugada novena de una Inglesa que dejó a Kaspárov debilitado y con tal cantidad de problemas que llegó a desorientarse; hasta el punto de que en la jugada 26 se le olvidó pulsar el reloj, y perdió más de dos minutos. Kárpov consiguió el primer punto del encuentro. La tercera partida fue tablas en 19 jugadas, en la que Kaspárov tuvo problemas, de nuevo, con el reloj. La cuarta partida la ganó Kaspárov, tras conseguir un final con dos peones de más. En la quinta partida Kárpov volvió a ganar, una partida dramática en la que Kaspárov terminó cometiendo un error. Fue una Grünfeld en la que Kárpov jugó 12. Axf7+, que se volvería a jugar en varias ocasiones, por lo que se la denominó variante Sevilla. La sexta partida terminó en tablas, y también la séptima, por culpa de una imprecisión de Kárpov que le privó de ganar una partida en la que estuvo siempre a la cabeza. La resistencia de Kárpov y las imprecisiones de Kaspárov propiciaban el espejismo de que Kaspárov no estaba del todo en forma, pero ganó la octava partida y el marcador volvió a empatarse.

### Kárpov deja pasar a Kaspárov
La novena y la décima partida terminaron en tablas anodinas, pero en la undécima partida volvió la emoción. Kárpov volvió a plantear la variante Sevilla pero esta vez fue superado. En posición tan apretada jugó de manera magistral y logró una pequeña ventaja que se hacía más evidente con cada jugada: un peón de más y una torre agresiva; pero en la jugada 35 cometió un grave error, entregando una torre que al final, le costó el punto. Fue uno de los espectáculos más desagradables que se recuerdan. La sala quedó atónita ante el error, a no ser que fuera una combinación genial que nadie era capaz de ver. Kaspárov hizo un gesto de sorpresa, clavó la mirada en su adversario, que estaba inmóvil como una roca. Comenzó a sonreírse de manera descarada tapándose la boca con una mano mientras que con la otra hacía gestos al tiempo que sacudía la cabeza. Fue un acto claramente antideportivo. Tras aquella actitud Kaspárov perdió muchas de las simpatías que tenía en Sevilla. Kárpov resistió heroicamente con calidad de menos, pero perdió la partida. Kaspárov se ponía por delante en el marcador, y sus partidarios comenzaron a vaticinar un final anticipado del encuentro.

### Tablas, tablas, tablas...
La duodécima partida fue tablas, al igual que la decimotercera y la decimocuarta. Aunque en todas ellas Kárpov obtenía ventaja, no podía concretarla; y por su parte, Kaspárov parecía conformarse con la situación del marcador. La decimoquinta partida fue muy disputada, pero también acabó en tablas, con la anécdota de otro lamentable espectáculo sobre quién y cuándo debió proponer las tablas.

### Kárpov logra ganar
La decimosexta partida fue una lucha emocionante hasta el drama, con enroques opuestos, en la que Kaspárov desató un ataque feroz sobre el rey negro, pero Kárpov resolvió todos los problemas de manera genial y tras el ataque terminó dueño del centro y con un peón de más, suficiente para que Kaspárov terminase reconociendo su derrota. El marcador volvía a estar igualado. Kaspárov se mostraba nervioso y se comenzaba a especular con un posible triunfo de Kárpov.

### Sucesión de tablas
En la partida decimoséptima Kárpov volvió a tener ventaja, pero Kaspárov logró arrancar unas tablas in extremis. Las cinco partidas siguientes también terminaron en tablas, tras una lucha titánica en la que ninguno de los contendientes lograba imponerse. Se empezaba a decir que Kárpov se conformaría con no perder el encuentro, aunque no recuperase la corona. Y de pronto...

### Kárpov acaricia el título
En la apertura de la vigesimotercera partida todos se dieron cuenta de que iba a ser un combate sangriento. Kárpov obtuvo una clara ventaja con una Inglesa. En la jugada 40 selló el aplazamiento. ¿Cuál sería la jugada ganadora? La jugada en cuestión no era la mejor y Kaspárov mantuvo sus posibilidades de empatar. La lucha era encarnizada y en los relojes se consumía el tiempo. Kárpov tenía dos peones pasados, pero Kaspárov dominaba por completo la columna f. El tiempo se acababa y había que jugar: 50...., T7f3. La jugada parecía ganadora pero era un tremendo error. Con la bandera a punto de caer se hicieron, a toda velocidad, tres precisas jugadas que daban el punto a Kárpov y que nadie en la sala entendió hasta que todo hubo pasado. Cuando terminó la partida los aplausos para Kárpov fueron apoteósicos. Incluso la televisión pasó las imágenes del intenso final.

### Kaspárov mantiene su condición de campeón
Kárpov tenía de nuevo el título al alcance de la mano, y los agoreros, que no descansan, le dieron por seguro campeón mundial. Hasta los más acérrimos partidarios de Kaspárov estaban convencidos del triunfo de Kárpov, pero Kaspárov iba a vender cara su derrota. En la última partida planteó una Reti. No le valían las tablas y esto no parecía ser lo mejor para intentar ganar. En la jugada 31 sacrificó un peón, lo que le permite un ataque en tromba contra el enroque negro. El sacrificio no era del todo bueno, pero la responsabilidad pudo con Kárpov y se fue cargando de tiempo. Pasó por alto una variante que probablemente era ganadora y llegó al control en una posición inferior pero, seguramente, con chances de tablas. Cuando al día siguiente se reanudó la partida Kárpov se sentó ante el tablero sin convicción. Cometió un grave error en la jugada 45 que perdía la partida, y aunque la victoria no fue fácil, Kaspárov no podía dejar de ganar aquel match. El encuentro había terminado con empate a 12; Kárpov había podido ganarlo, Kaspárov había perdido buena parte de su carisma y el duelo habría de continuar.